# Castello di Formigine
Il castello di Formigine è un castello medievale che sorge nel comune omonimo, in provincia di Modena, in piazza Calcagnini 1.
Secondo la tradizione, il castello fu eretto nel XIII secolo; recenti indagini archeologiche condotte da Sauro Gelichi dell'Università Ca' Foscari di Venezia hanno permesso di far risalire il nucleo originario al X secolo. Il primo documento che attesti l'esistenza del castello risale al 1201, e recita:
(Ludovico Antonio Muratori, Raccolta degli Storici Italiani)
Dal XIV secolo il complesso fortificato subì notevoli cambiamenti: dopo alcune prime trasformazioni architettoniche avvenute sotto gli Adelardi e Azzo da Castello, nel 1405 Marco I Pio fu infeudato nel castello di Formigine da Nicolò III d'Este e diede al castello la forma attuale.
Restano tracce delle antiche strutture nell'area archeologica all'interno del castello, dove si trovano ancora i resti del muro di cinta del fortilizio duecentesco, dell'antica pieve di S. Bartolomeo "della Rocca" e del cimitero medievale che la circondava. Le ricerche archeologiche condotte tra la fine degli anni Novanta del XX s. e l'inizio degli anni Duemila, hanno portato alla luce anche il borgo basso-medievale, che si era formato a ridosso delle mura della rocca nel Trecento (area attualmente compresa all'interno della cinta muraria del castello).
Il castello, dopo un corposo intervento di restauro, dal 2007 ospita il Museo multimediale, con installazioni di Studio Azzurro e un centro di documentazione.

## Storia

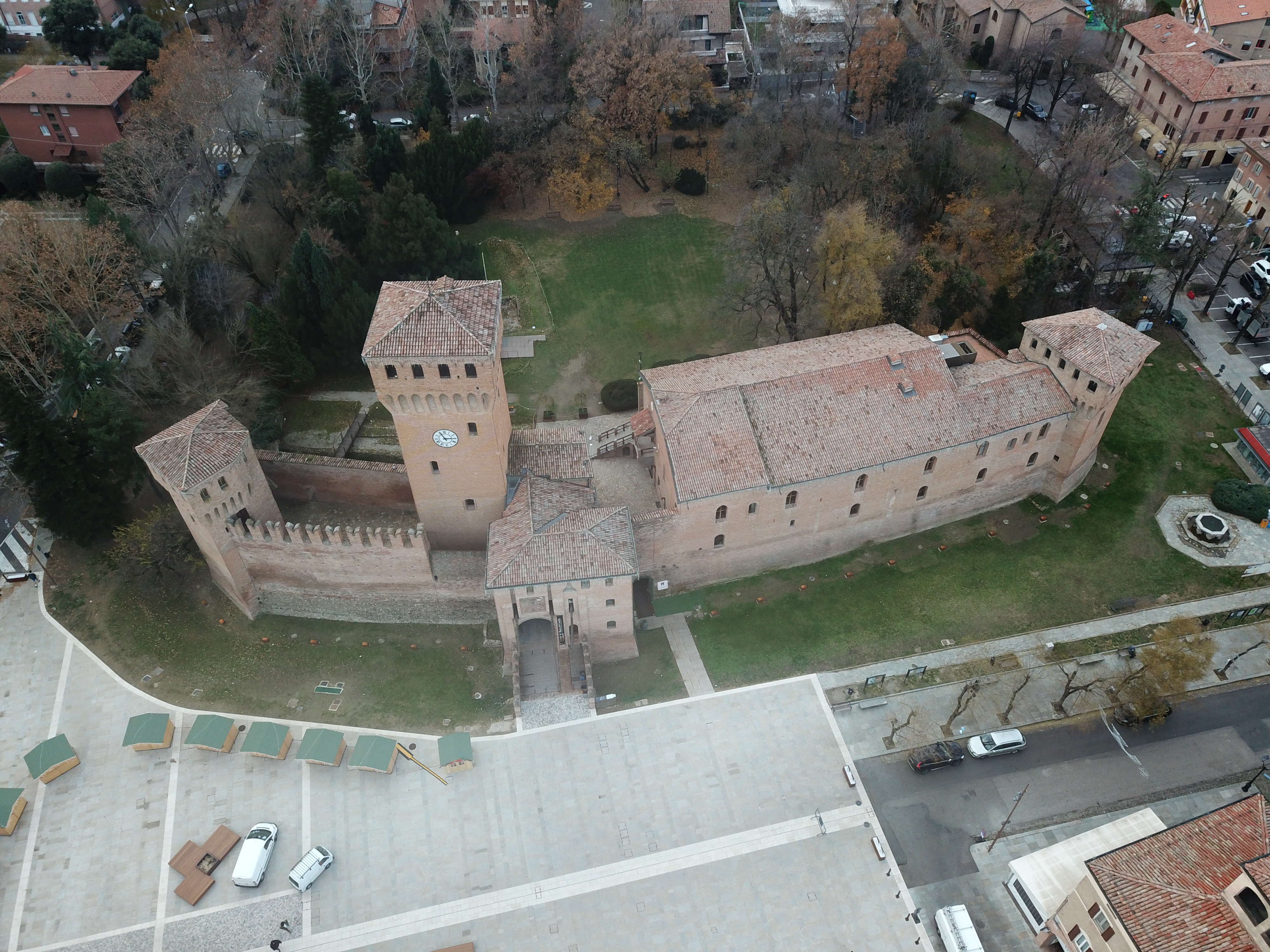
Il castello dall'alto.

I dati emersi dalla campagna di scavo diretta dal prof. Sauro Gelichi dell'Università Ca' Foscari di Venezia permettono di retrodatare le prime tracce dell'abitato intorno al X secolo, collegandolo alla presenza di una chiesa dedicata a San Bartolomeo e al cimitero circostante. Il castello risale al 1201 quando, a seguito di una sconfitta da parte delle truppe reggiane, il Comune di Modena decise di presidiare la frontiera con Reggio Emilia, costruendo a Formigine un complesso fortificato.
Con l'avvento degli Adelardi e di Azzo da Castello le strutture difensive duecentesche furono trasformate. Nel 1405 Nicolò III d'Este investì Marco I Pio di numerosi possedimenti nella zona pedecollinare modenese, tra cui Formigine; come testimoniano i cinquantasette affreschi nella Sala delle Vedute del castello di Spezzano. Proprio durante il dominio dei Pio, il castello assunse l'attuale struttura: accanto alla fortificazione medievale, detta rocchetta, venne costruito il palazzo marchionale, dimora dei signori di Carpi, e la torre dell'orologio, sede pubblica del governo. La popolazione fu trasferita progressivamente all'esterno delle mura e la chiesa divenne cappella signorile.
Nel 1599 la morte senza eredi di Marco III Pio determinò il passaggio di Formigine agli Estensi, che lo detennero fino al 1648, quando venne ceduto al marchese Mario Calcagnini, funzionario ducale. Intorno alla metà del '700 fu realizzato un edificio destinato a carcere nell'area sud-est, un uso analogo ebbe il piano terra della torre dell'orologio. A seguito della vicenda napoleonica, nel 1796 il castello venne incamerato dal Demanio repubblicano. Nel 1811 fu restituito ai marchesi Calcagnini, ad eccezione della torre dell'orologio, della rocchetta, delle prigioni e dello spazio denominato “gioco del pallone”, che rimasero al Comune.

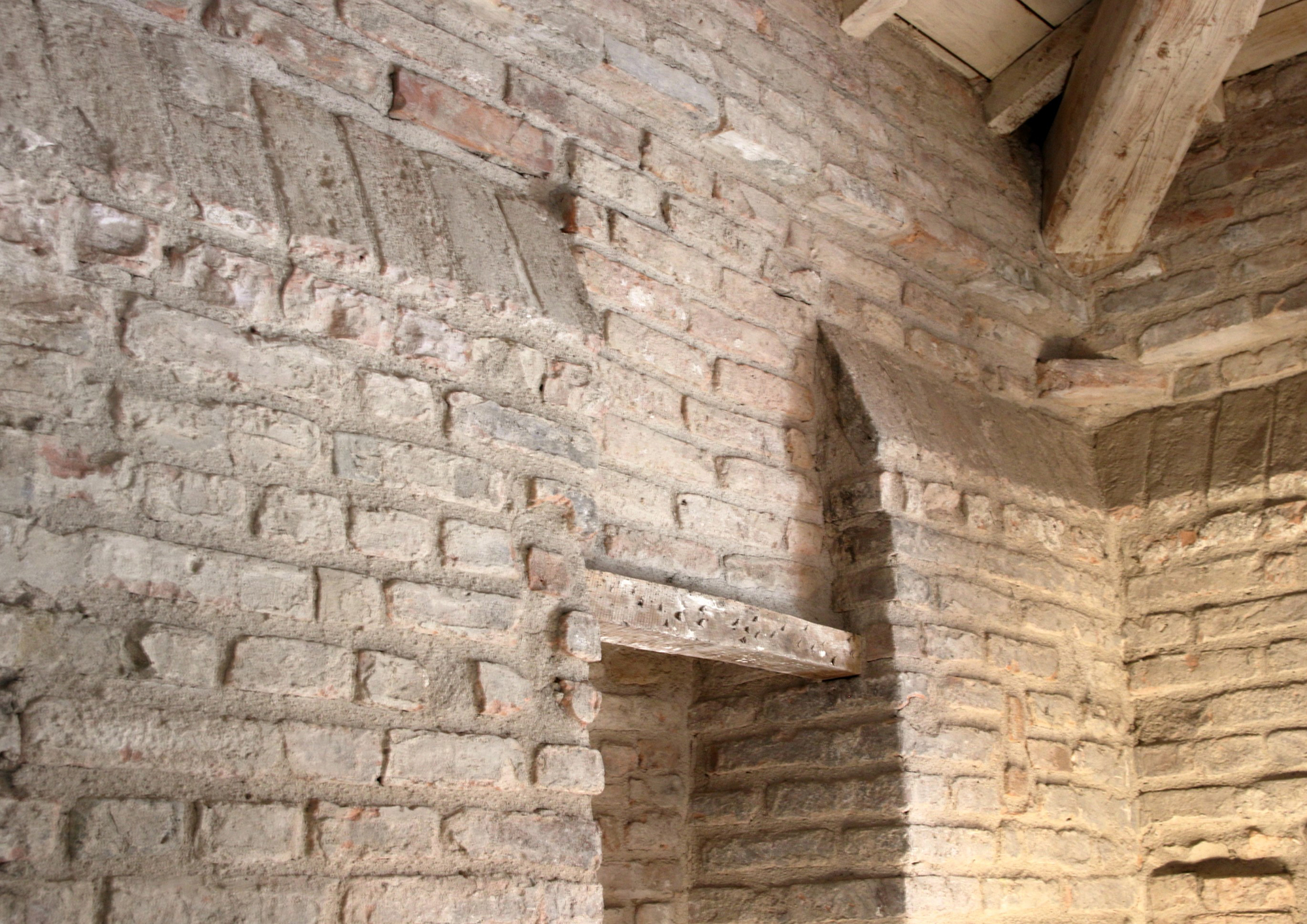
Resti dell'antica merlatura nella sala degli archivi del corpo di guardia

All'inizio dell'800 il palazzo marchionale era adibito ad abitazioni, la torre centrale ospitava il custode dell'orologio e la rocchetta era sede del vicereggente (magistrato locale) e dei dragoni (i militari dell'epoca). Nel 1838 l'appartamento nobile del palazzo marchionale venne preso in affitto dal Comune, che vi collocò i suoi uffici. Nella prima metà del '900 il castello rimase abitazione estiva dei marchesi Calcagnini e, in seguito, dei loro eredi, i conti Gentili-Calcagnini.
Nell'aprile del 1945 Formigine fu colpita duramente dalle incursioni aeree: a causa dello scoppio di una bomba nel giardino interno della rocca, crollò la volta del sotterraneo della torre dell'orologio, adibito a rifugio antiaereo: venti persone rimasero uccise sotto le macerie, tra cui i proprietari; si salvò miracolosamente la figlia di pochi mesi, la contessa Maria Alessandra Gentili-Calcagnini d'Este.
Alla fine della guerra, il palazzo marchionale risultava quasi completamente sventrato dai bombardamenti. Uno dei primi provvedimenti dell'Amministrazione comunale fu l'acquisizione dell'intero complesso per adattarlo, una volta provveduto al recupero e all'ampia ricostruzione delle parti gravemente danneggiate, a nuova residenza municipale. Questa destinazione d'uso è quella perdurata sino al 2002, quando l'Amministrazione decise di trasferire gli uffici comunali per procedere con il progetto di restauro e di riutilizzo. Il monumento è da sempre il centro della vita sociale e culturale della comunità.

## L'area archeologica
Dal 1998 al 2006 un gruppo di studiosi diretto da Sauro Gelichi, docente dell'Università Ca' Foscari Venezia, ha condotto ricerche per chiarire cosa ci fosse prima della fondazione del Castello, quale funzione svolgesse la Rocca e quali trasformazioni abbia subito nel tempo.
La ricerca archeologica ha portato alla luce i resti dell'antica chiesa di San Bartolomeo e il cimitero circostante, una parte delle mura di cinta del castello costruito nel 1201 e demolito alla fine del Trecento, ma ha riscoperto soprattutto il borgo basso-medievale (XIII-XIV secolo) e le fasi di vita precedenti alla fondazione dell'attuale complesso difensivo.
La presenza di un insediamento alto-medievale è stata riconfermata dalla scoperta di alcune sepolture nella parte orientale del cimitero e dal ritrovamento di un denaro ottoniano della Zecca di Pavia (962-977 d.C.). Gli studi, inclusa l'analisi sul DNA, di alcuni dei resti rinvenuti nel cimitero (in uso fino all'inizio del XV secolo), hanno fornito informazioni sul sesso, sull'età della morte, sulle caratteristiche fisiche degli abitanti, sui loro caratteri ereditari e su quelli ergonomici (causati dalle attività lavorative svolte). Anche lo studio sulla ritualità funeraria è stato approfondito: i defunti non avevano un corredo funerario, ma erano seppelliti vestiti e insieme a semplici oggetti devozionali (rosario, croce in osso lavorato), o di adorno personale (anelli, fibbie, ecc.).
Grazie al lavoro degli archeologi e degli antropologi sappiamo che la comunità rurale nata nel X-XI secolo, dal XIV secolo diede vita ad un insediamento stabile, dotato di strade, piazze, abitazioni e botteghe artigiane, collocato a ridosso della chiesa e della rocca duecentesca. L'abitato venne demolito nel XV secolo, quando i Pio terminarono la ricostruzione del castello, edificando ex-novo la parte residenziale (l'attuale Palazzo Marchionale) e il giro di mura circondate da fossato, e trasformando l'area interna alla cinta muraria nel proprio giardino privato. Durante gli scavi del borgo trecentesco sono stati rinvenuti resti di strutture in legno e mattoni, suppellettili e strumenti di metallo, osso e vetro.
L'importanza degli scavi e degli studi è data dalla possibilità di ricostruire la storia del monumento ma soprattutto la storia della comunità. Il Castello di Formigine si riconferma un sito archeologico di importanza regionale.

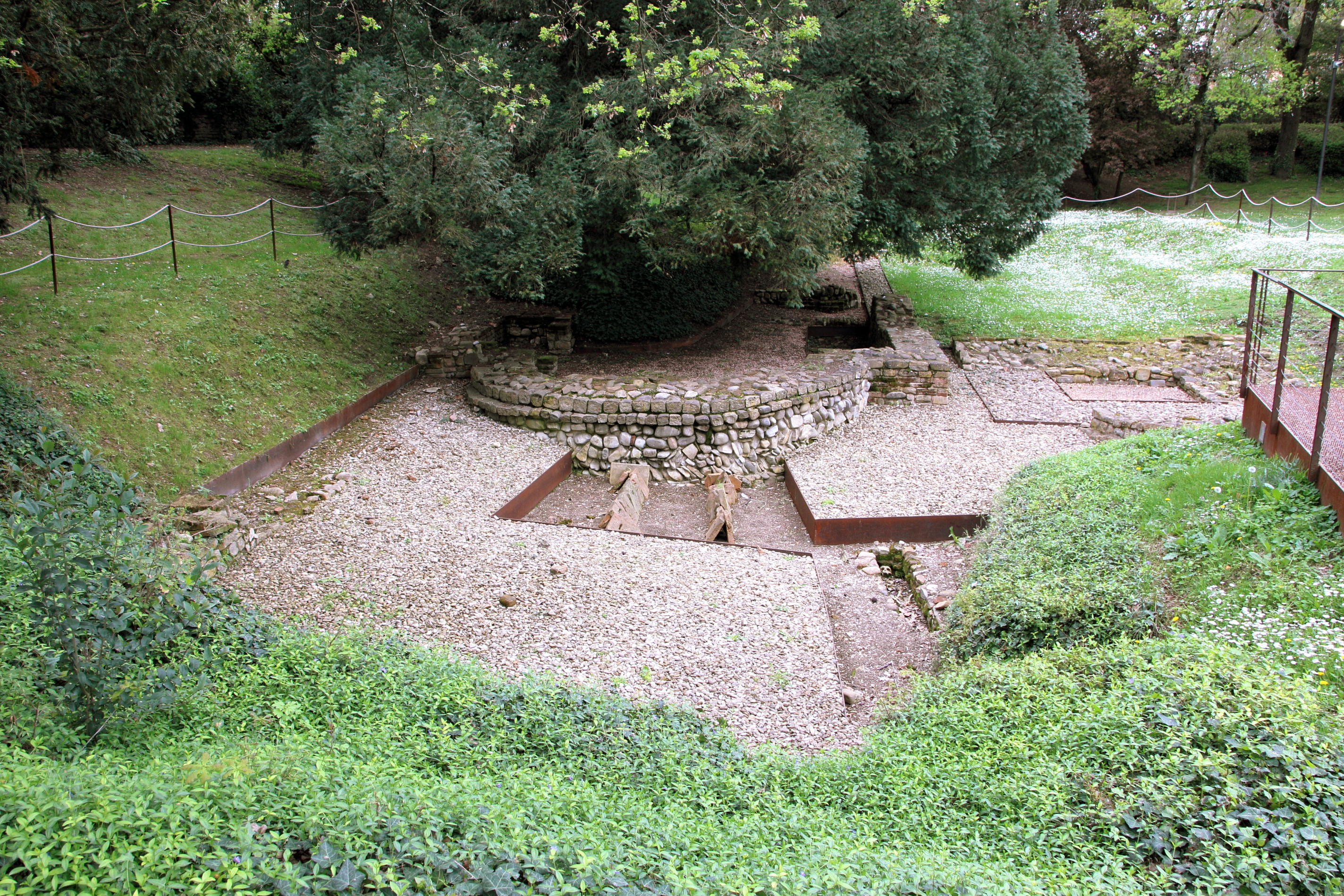
L'area archeologica
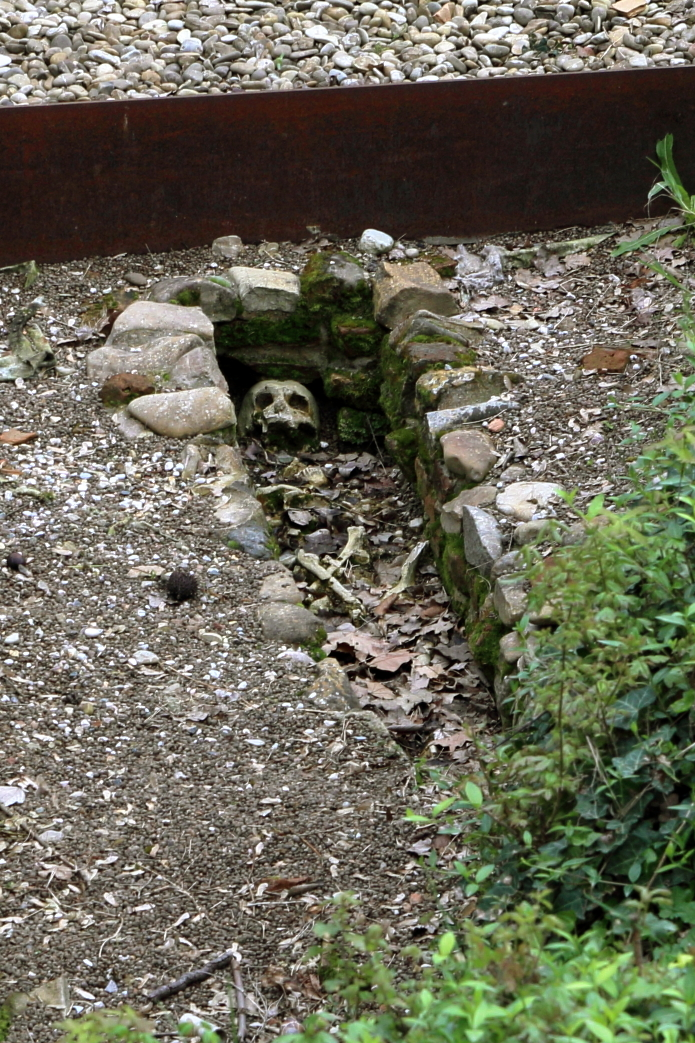
Dettaglio di una sepoltura

## La Rocchetta
La Rocchetta è la parte difensiva del castello di Formigine, costituita dalla Torre di Sud-Est, dal mastio (chiamato Torre dell'Orologio) e dal corpo di guardia con i doppi rivellini, dal quale era possibile controllare la via di accesso alla rocca e manovrare i meccanismi di sollevamento dei 4 ponti levatoi (due pedonali e due per i carri). il complesso venne completamente ricostruito tra la fine del XIV secolo e l'inizio del XV secolo, e sorse sul luogo dove precedentemente si trovava la fortificazione eretta dal Comune di Modena nel 1201.

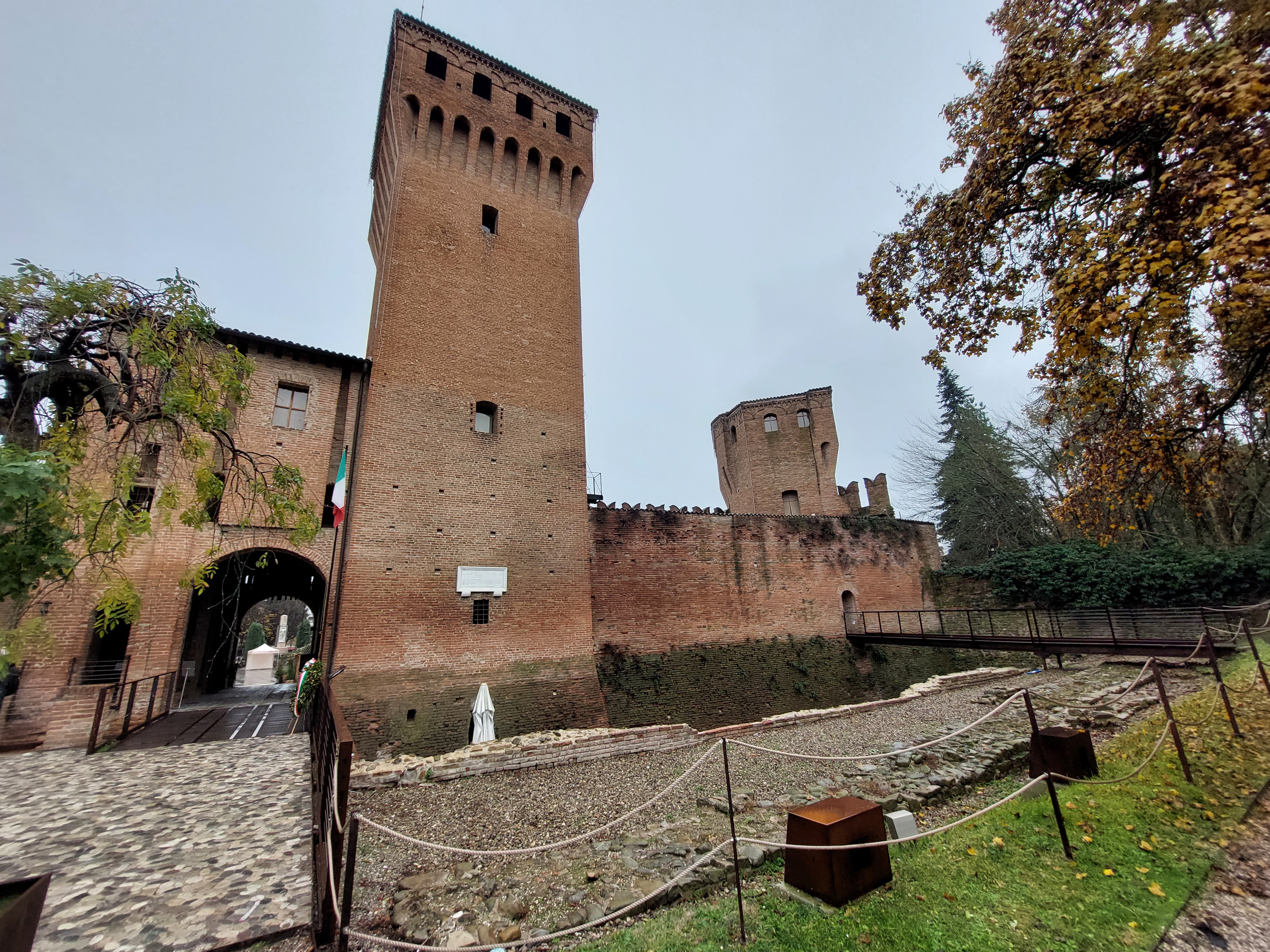
La Rocchetta, sulla sinistra il mastio (o Torre dell'Orologio)
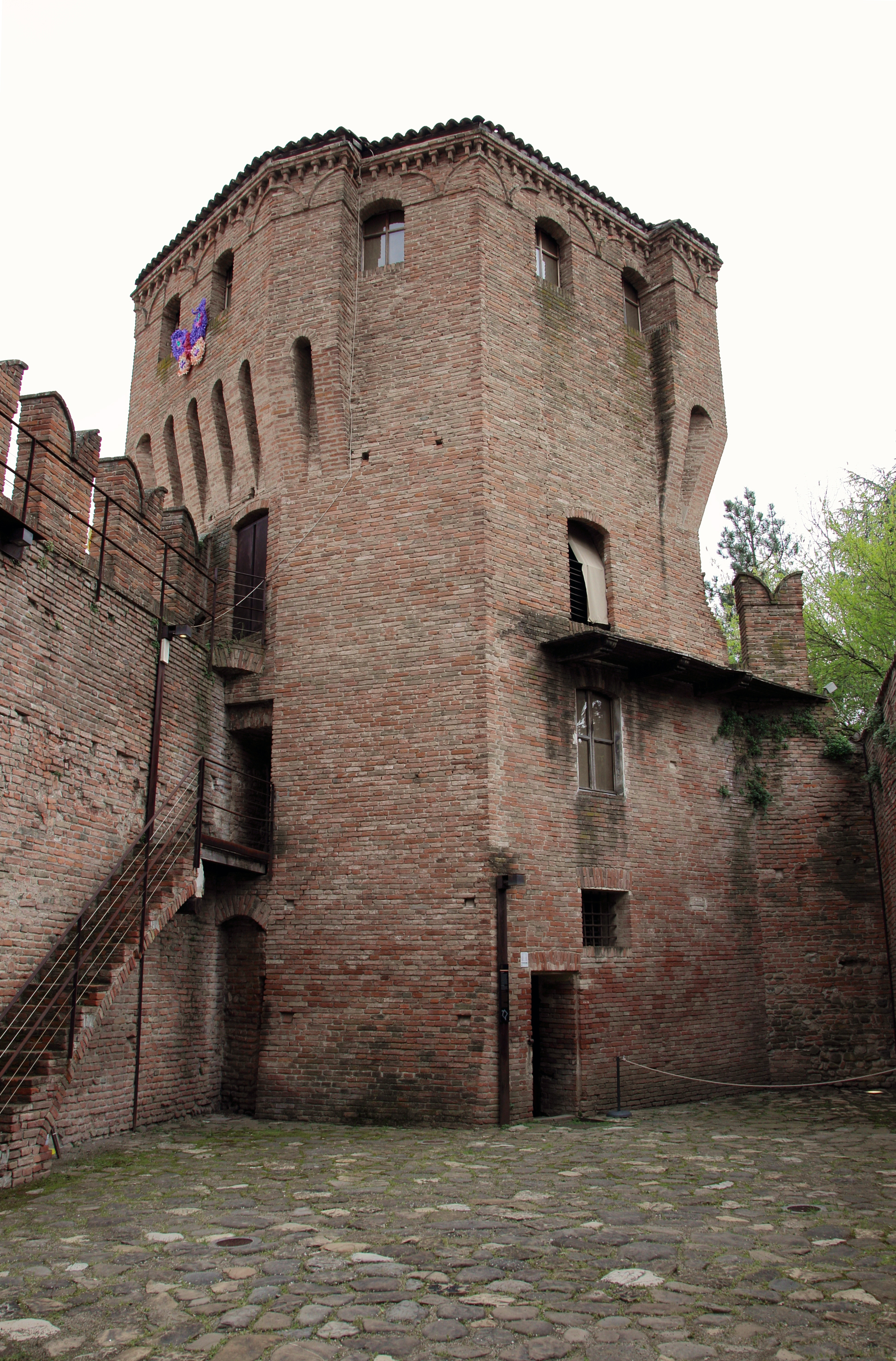
La torre di Sud-Est dalla corticella della Rocchetta
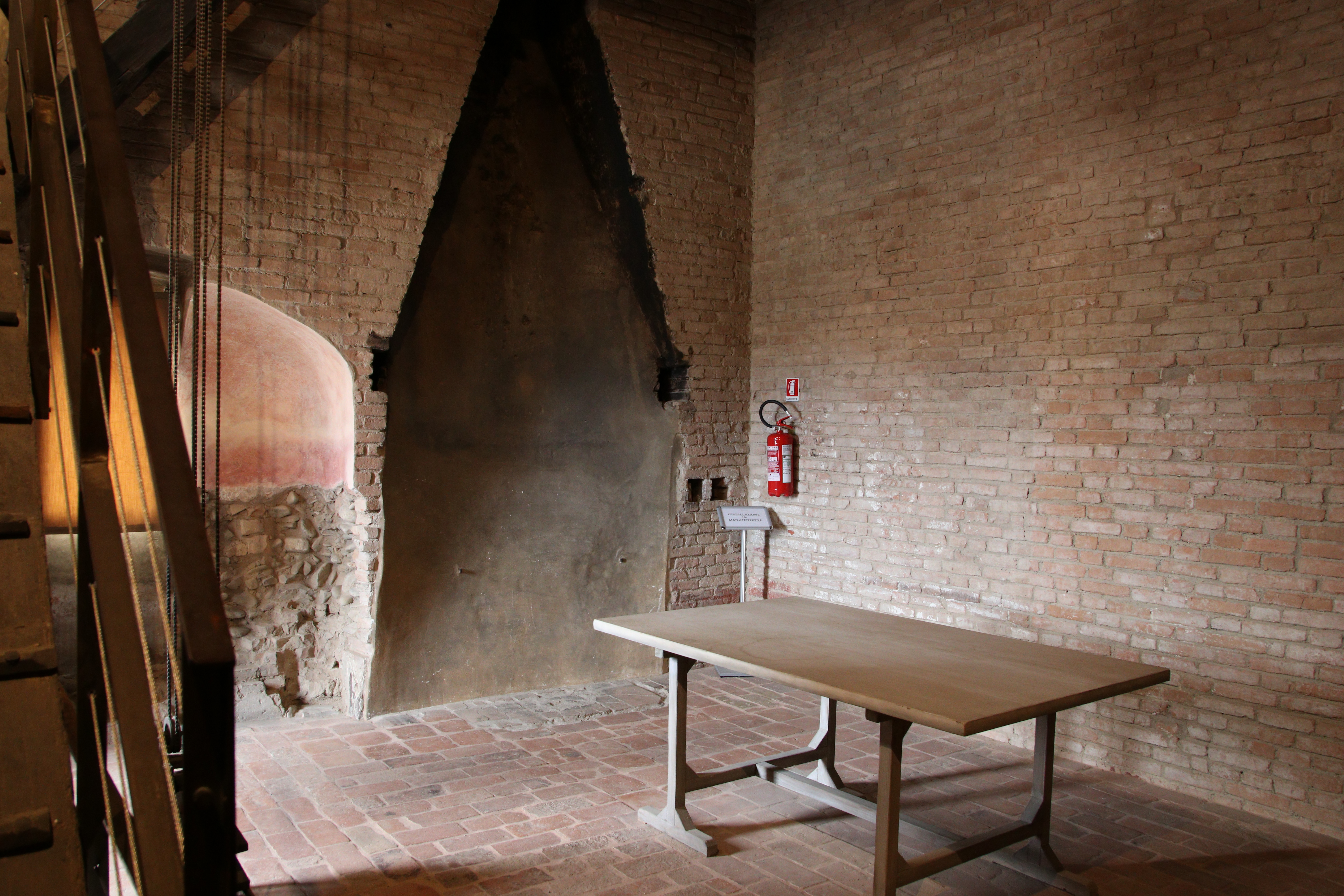
La stanza del capitano
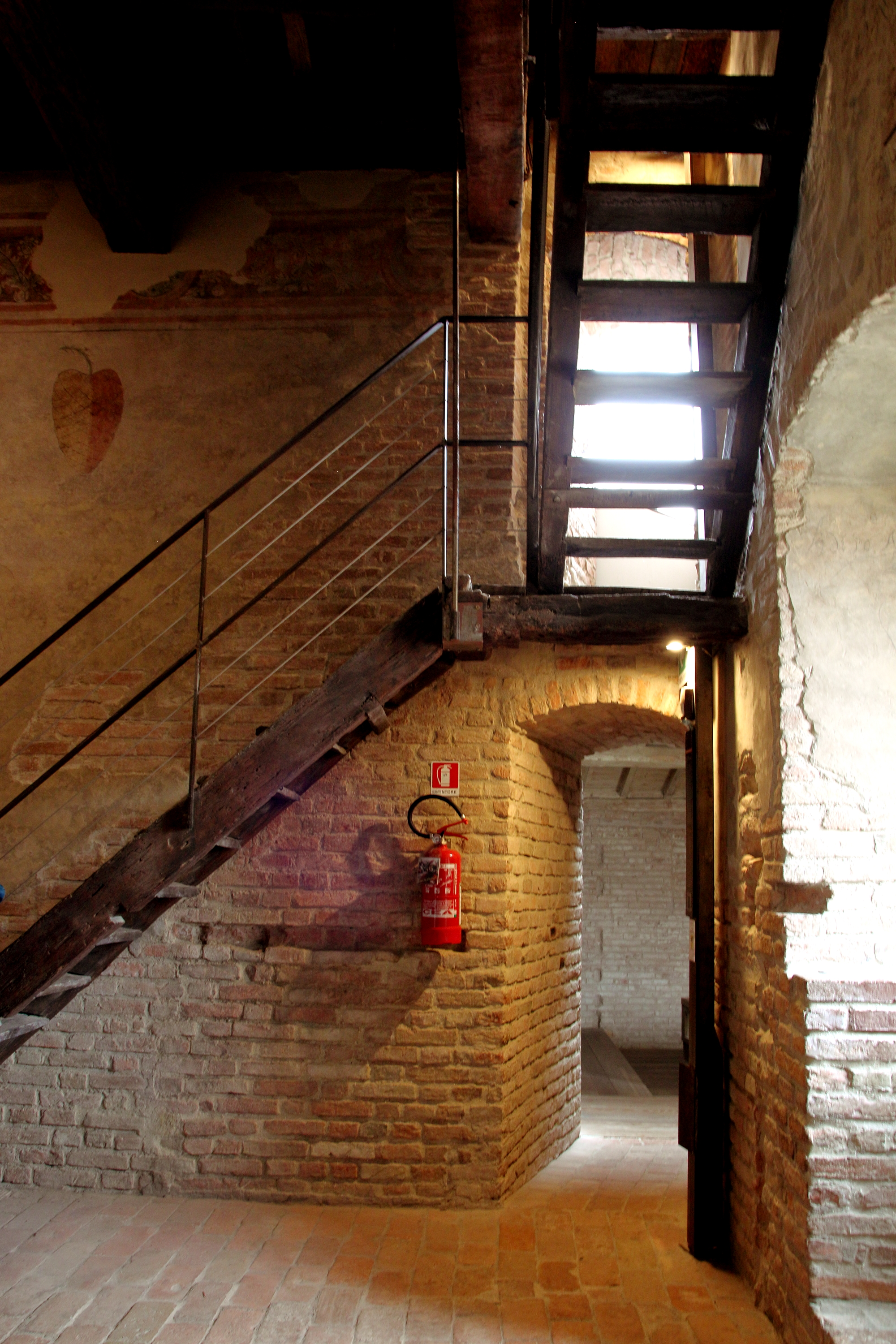
La stanza del capitano affrescata, nella torre dell'orologio
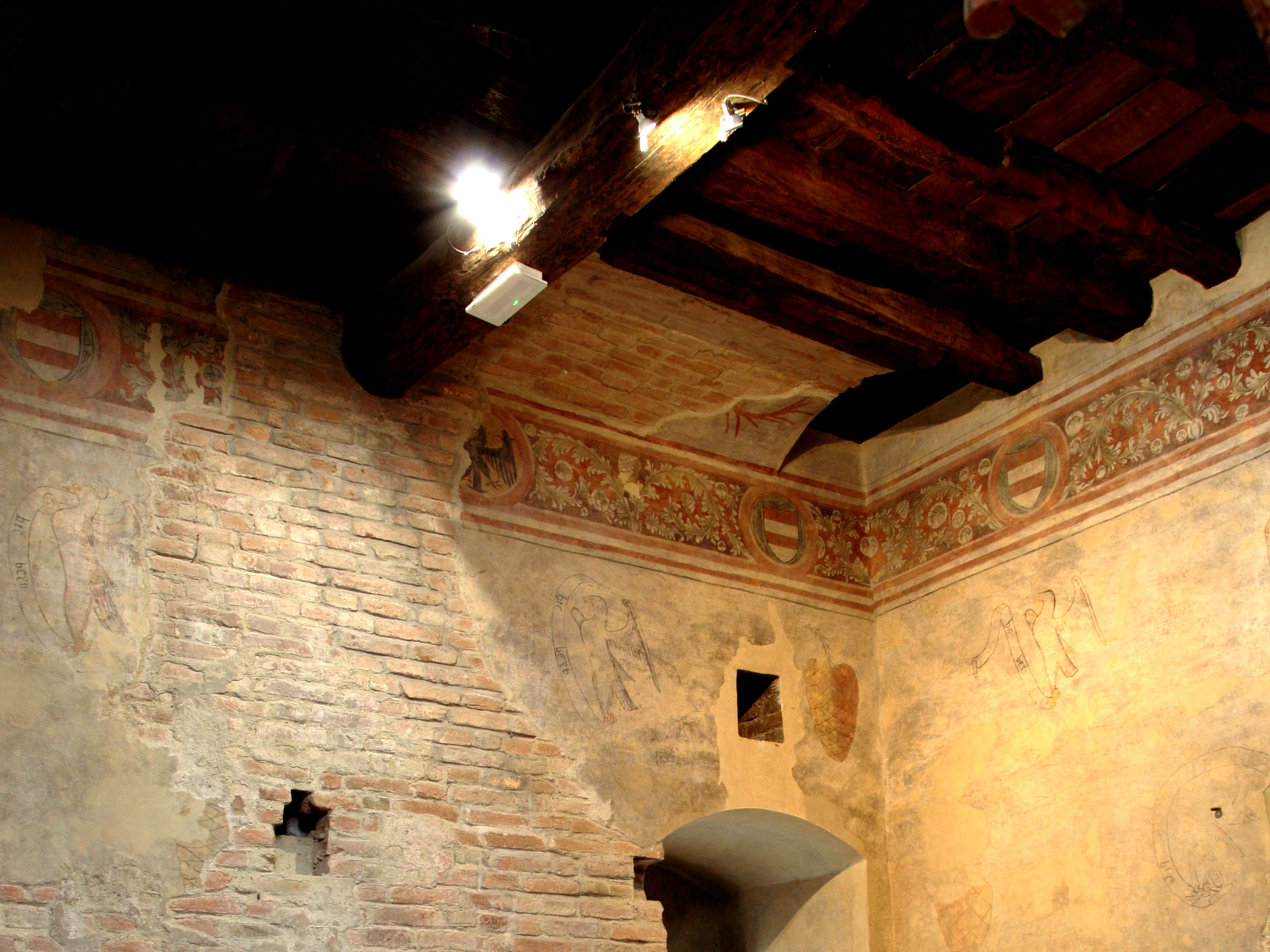
Dettaglio degli affreschi nella stanza del capitano affrescata
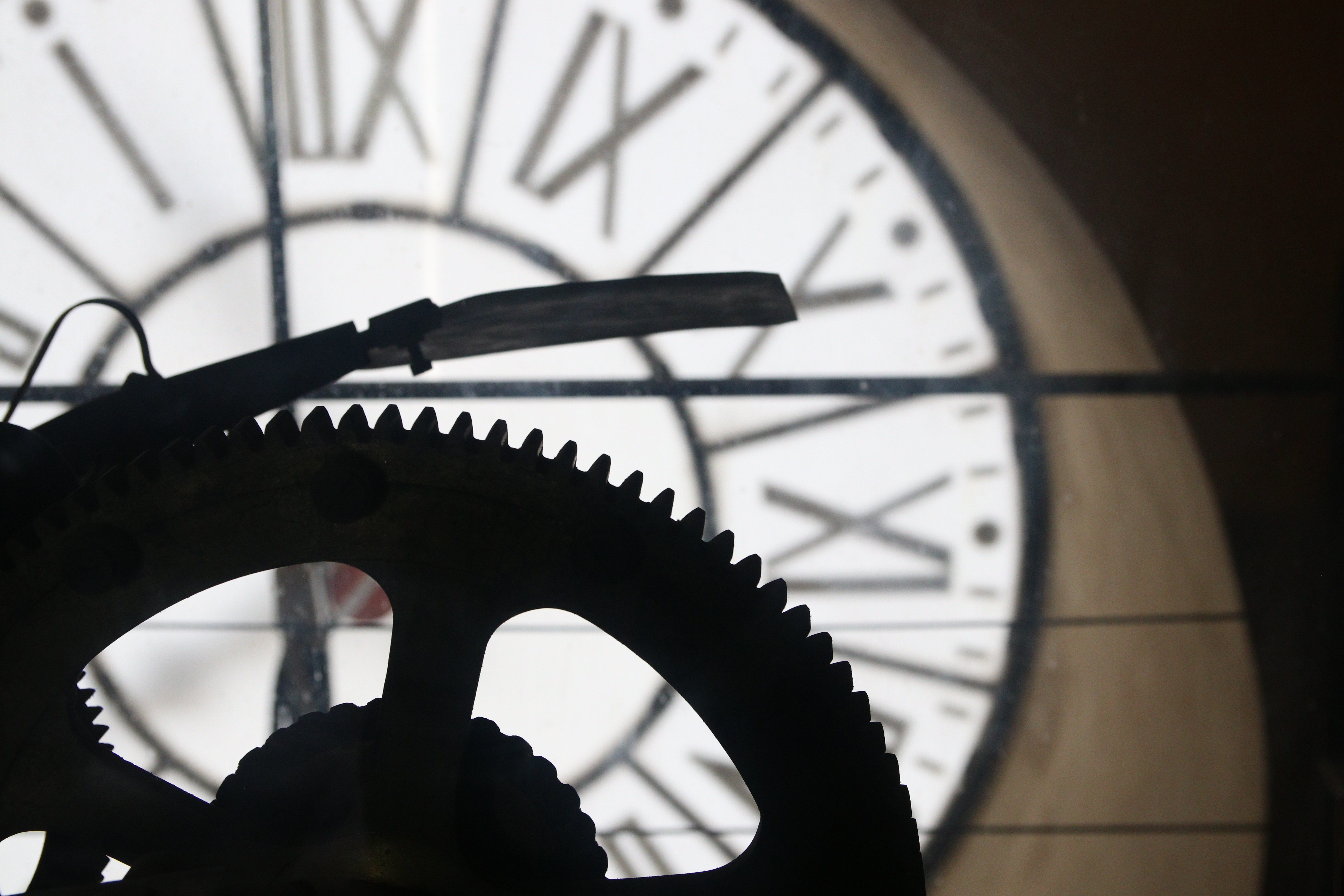
Il meccanismo nella stanza dell'orologio

## Il Palazzo Marchionale
È la parte residenziale del castello di Formigine, edificata a partire dal XV secolo per volontà della famiglia Pio da Carpi, a ridosso delle mura esterne della rocca. Il Palazzo subì notevoli modifiche nel corso dei secoli: all'interno si conservano tracce di affreschi (del XV e XVIII-XIX s.), resti della muratura originale e tracce di una dispensa annessa alle cucine del castello.
Attualmente il Palazzo ospita la sala del Consiglio Comunale, ambienti per la celebrazione dei matrimoni civili, per conferenze e meeting, il Punto Informativo Turistico, la biglietteria del Museo e anche un ristorante.

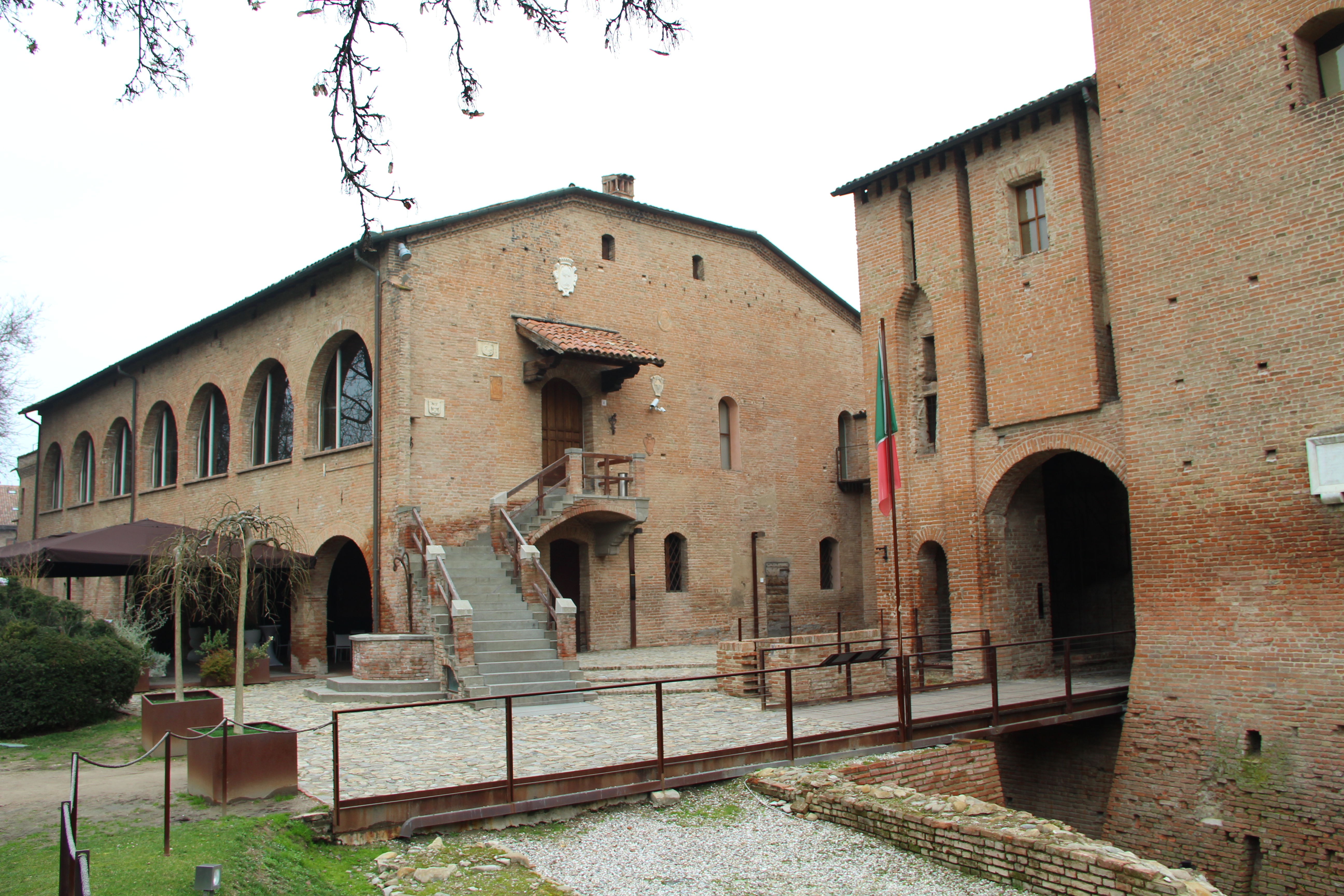
Il Palazzo Marchionale dall'interno del castello.
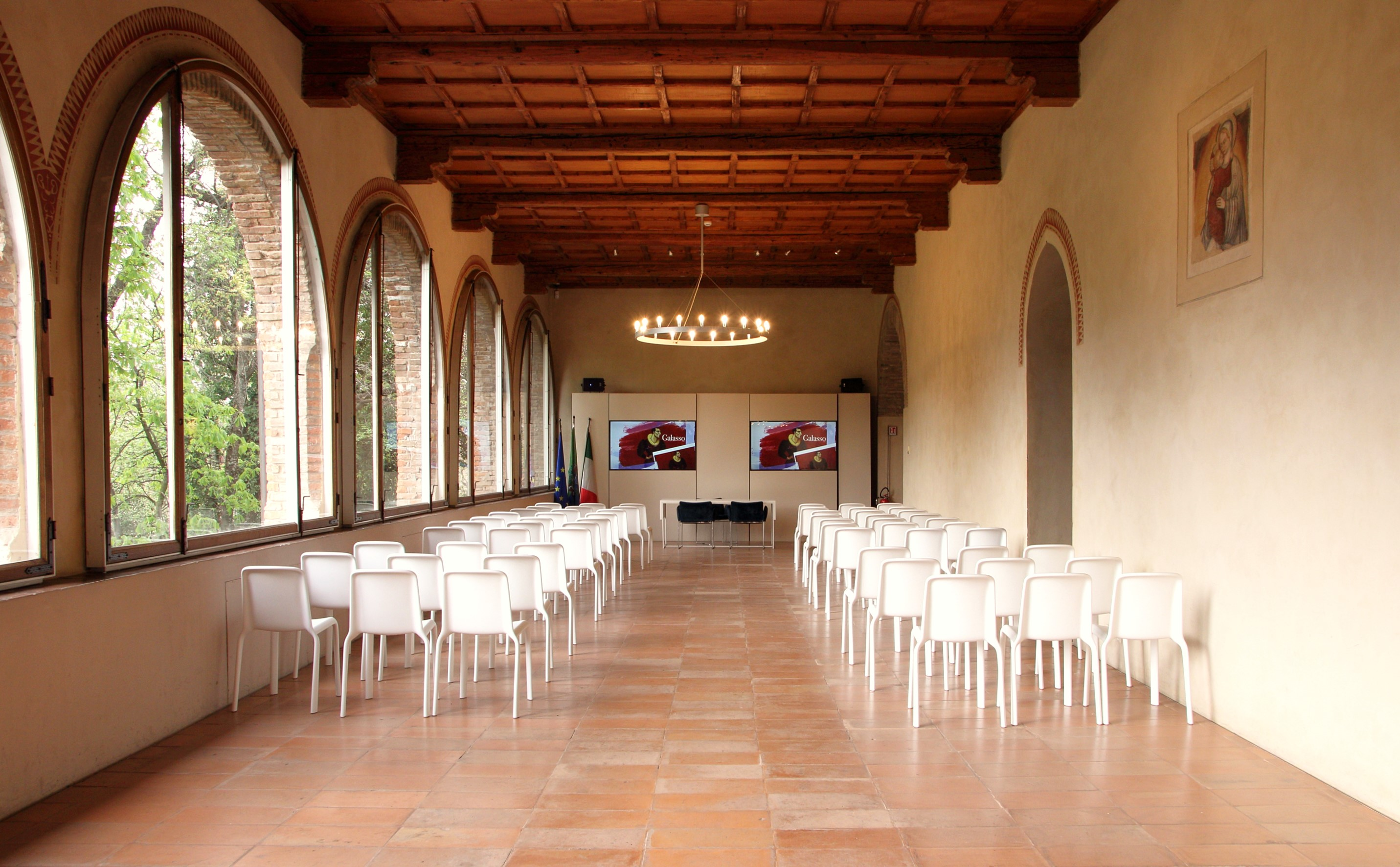
Loggiato del Palazzo marchionale
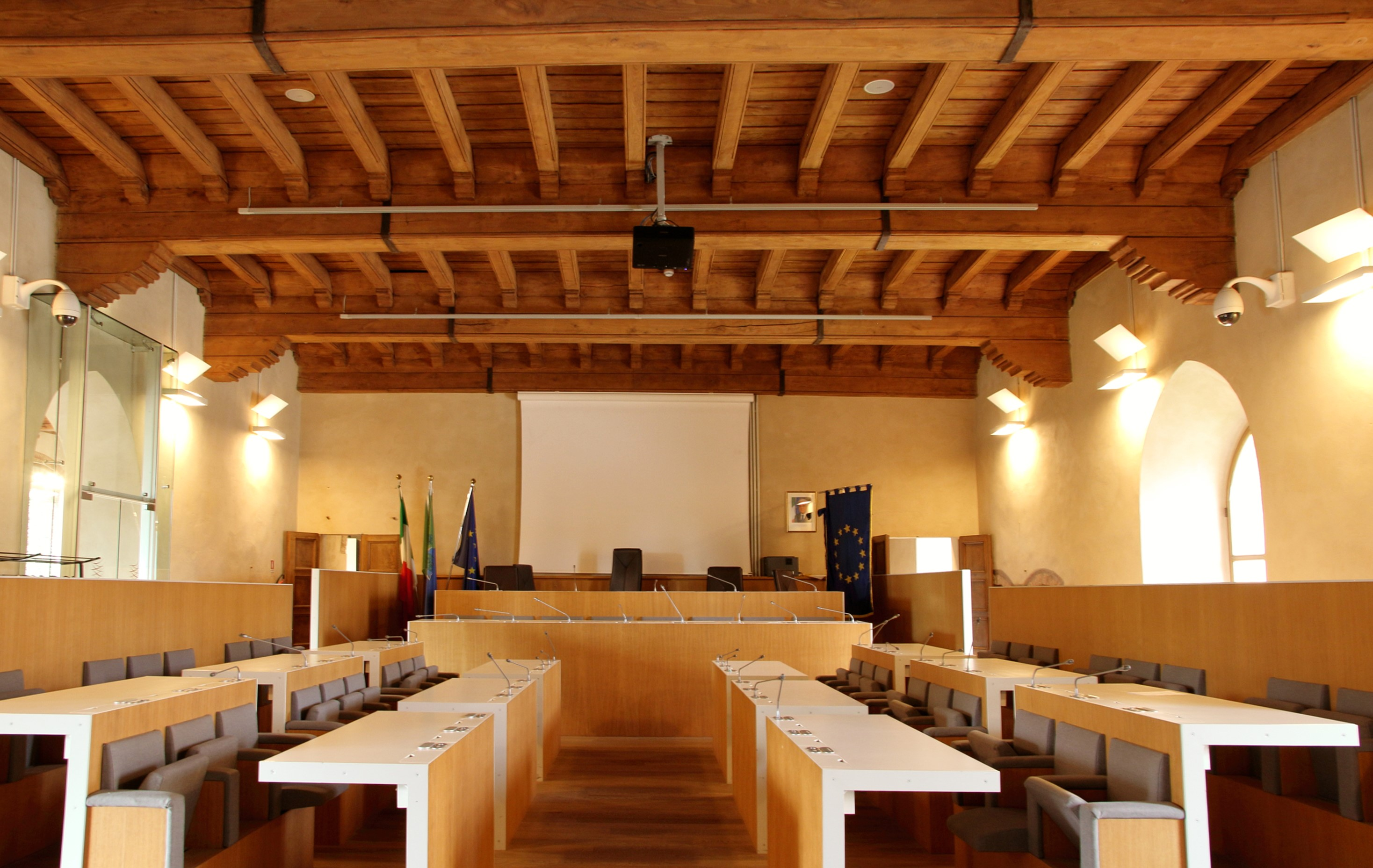
Sala del Consiglio Comunale
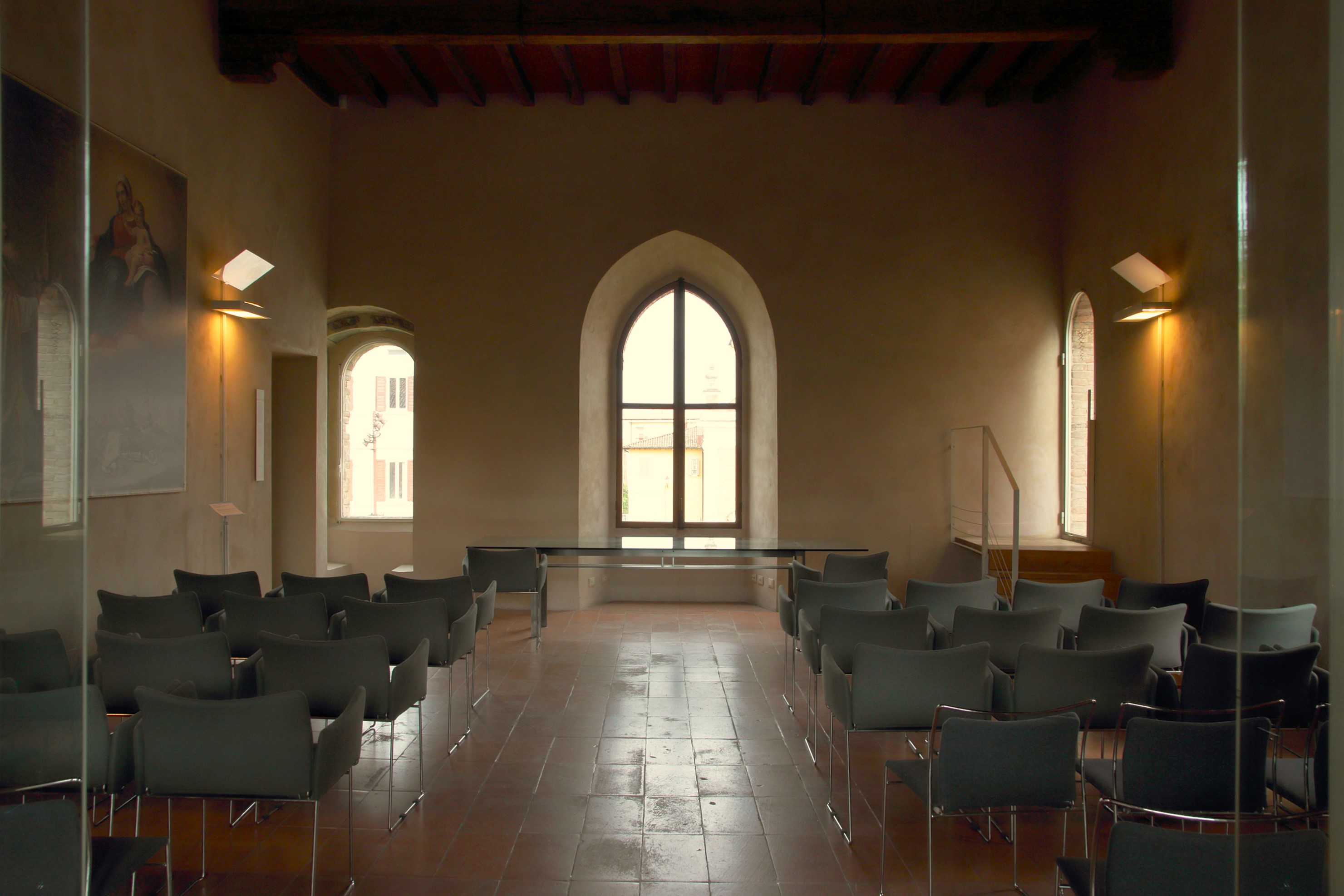
Sala dei matrimoni
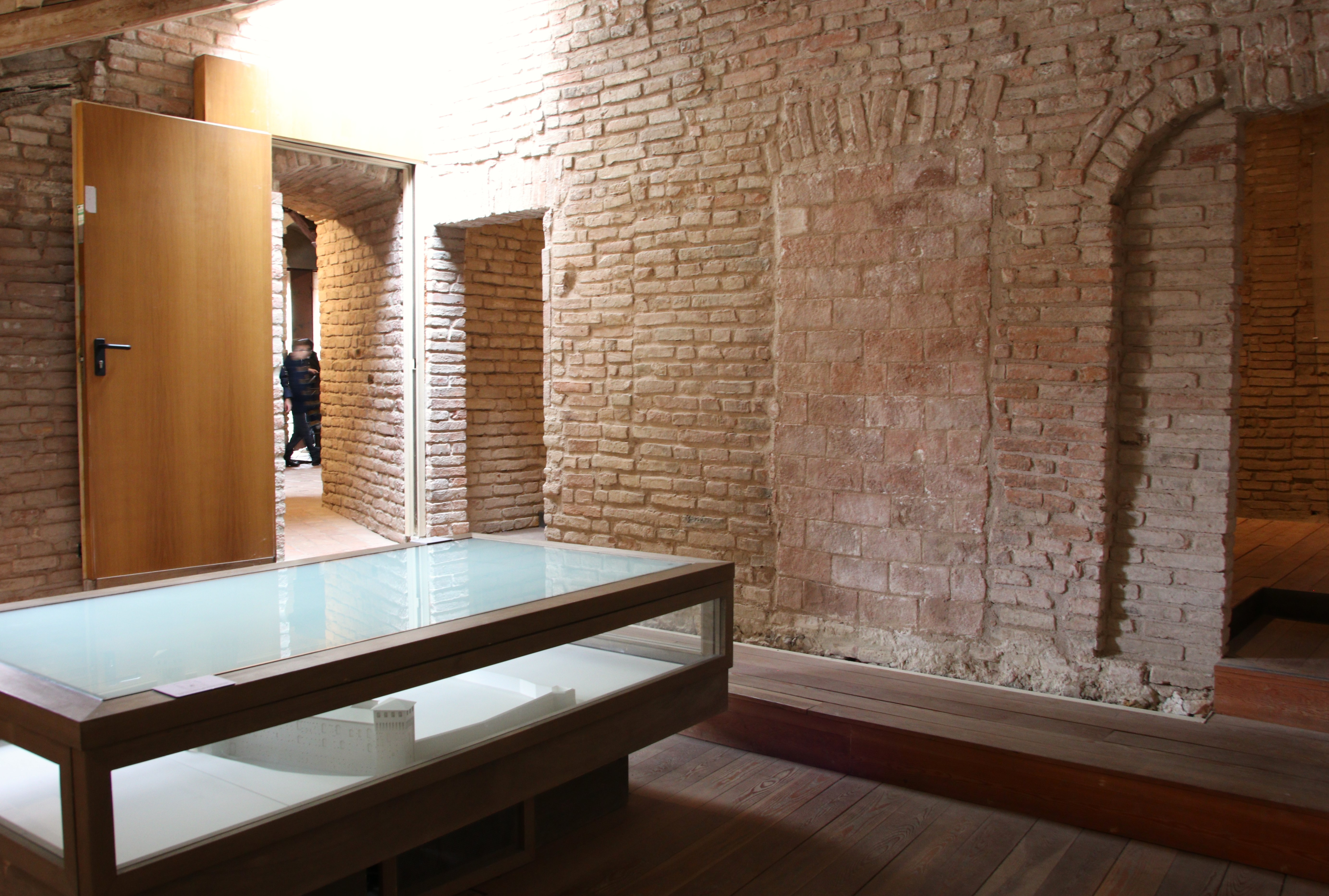
Sala de Il castello animato

## Il Museo Archeologico-Multimediale
Nella Rocchetta, la parte militare del castello, è ospitato un museo aperto al pubblico, al cui interno sono esposti vari reperti archeologici, oltre ad installazioni multimediali e interattive. Questi elementi danno vita al Museo di narrazione del castello di Formigine, realizzato da Studio Azzurro di Milano, laboratorio artistico che da anni si occupa della comunicazione multimediale, in collaborazione con il comitato scientifico guidato dal professor Sauro Gelichi dell'Università Ca' Foscari di Venezia. Il museo vuole creare una comunicazione emotiva tra il presente e il passato ed è stato definito da Studio Azzurro "un vero e proprio organismo" che vive nel passato.

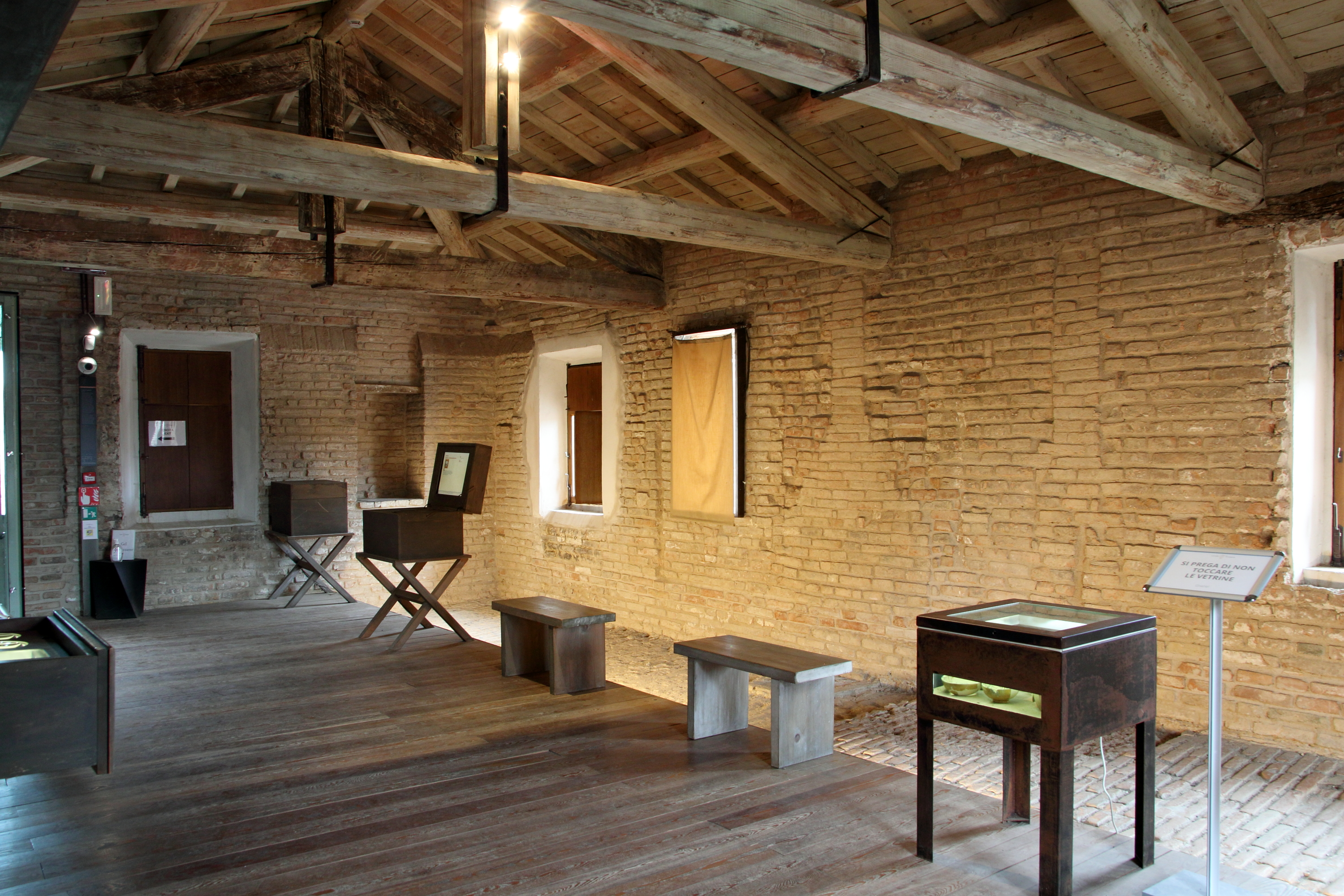
La sala degli archivi nel corpo di guardia.
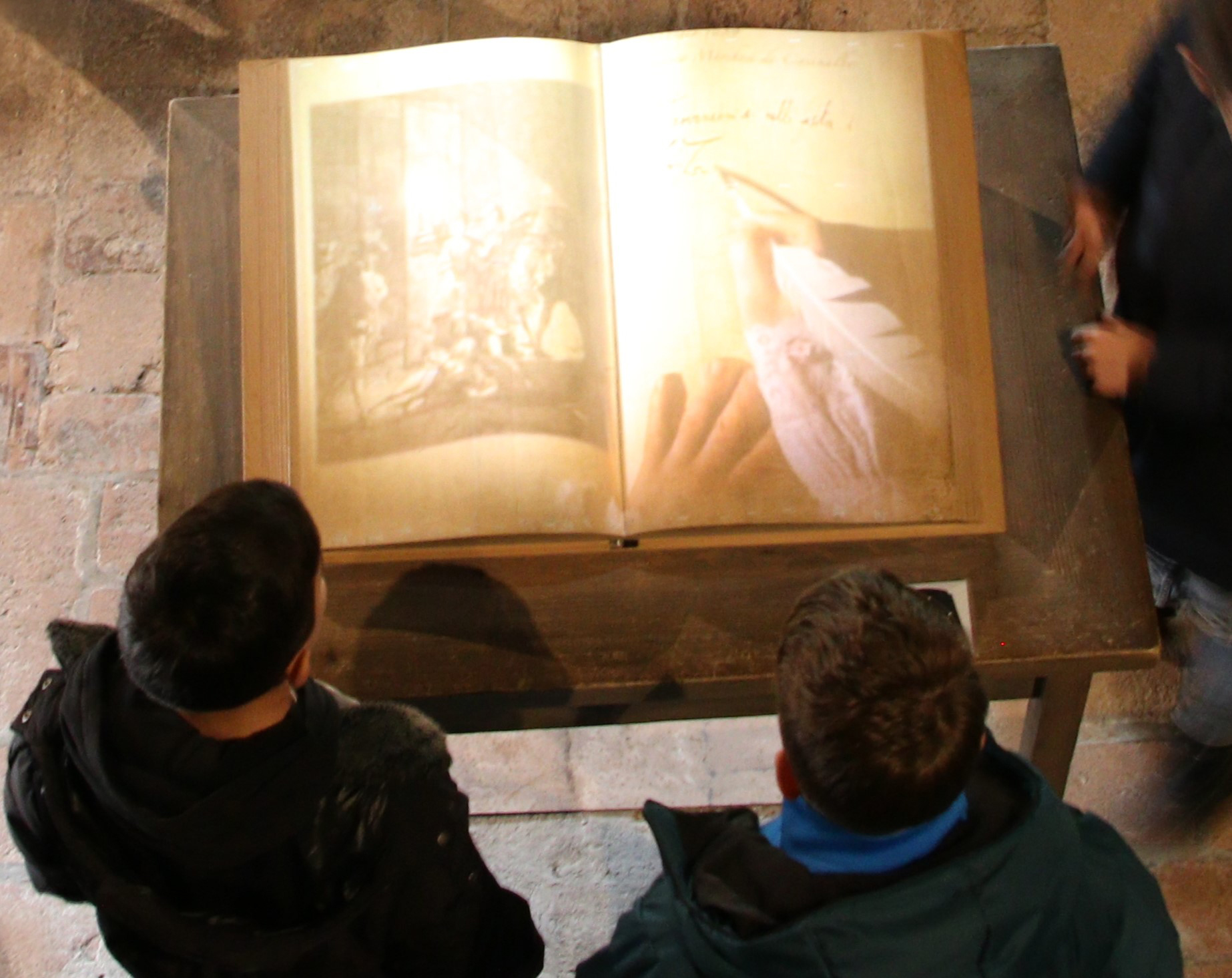
Camera bassa della torre dell'orologio.
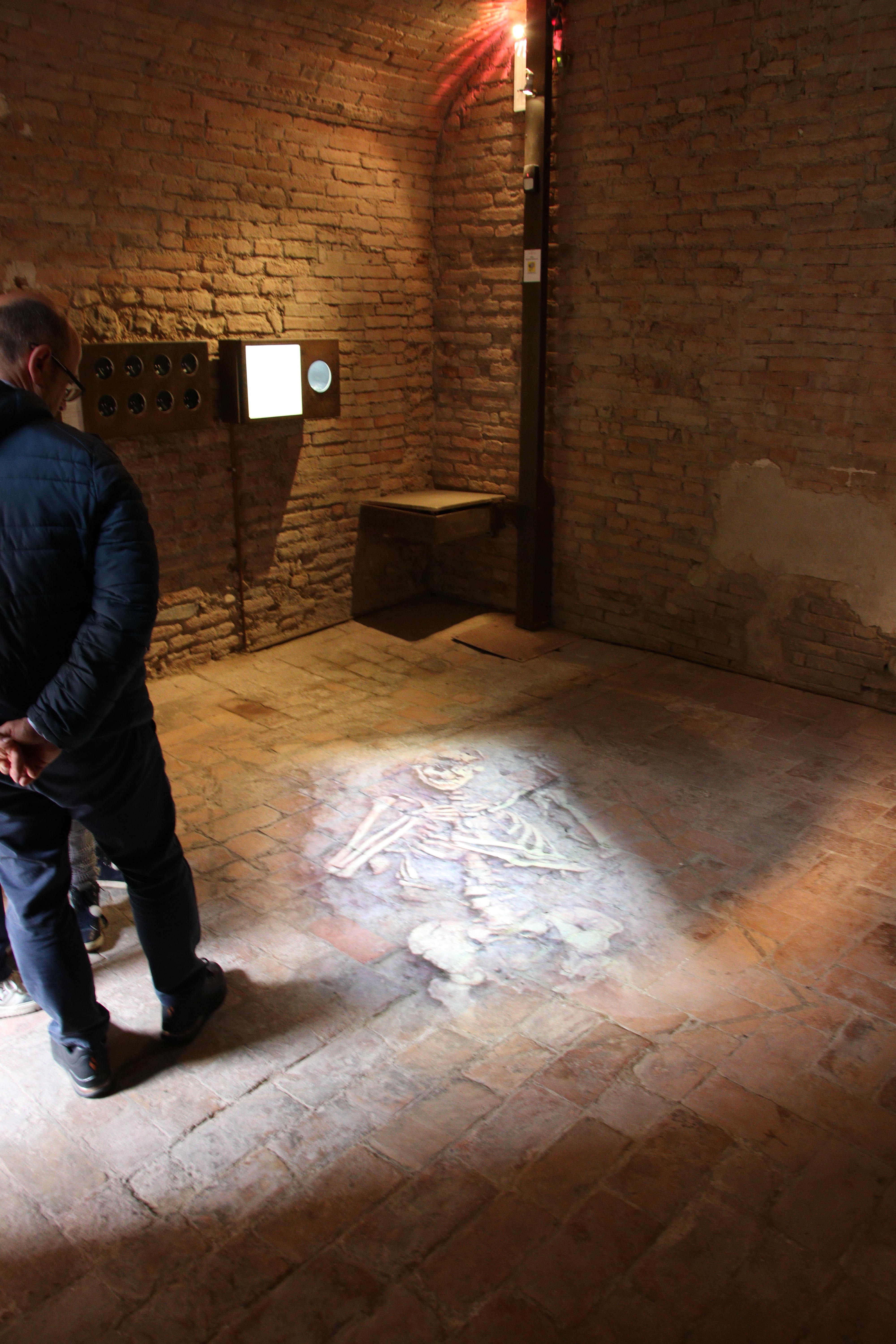
La stanza della sepoltura, nella torre di Sud-Est.
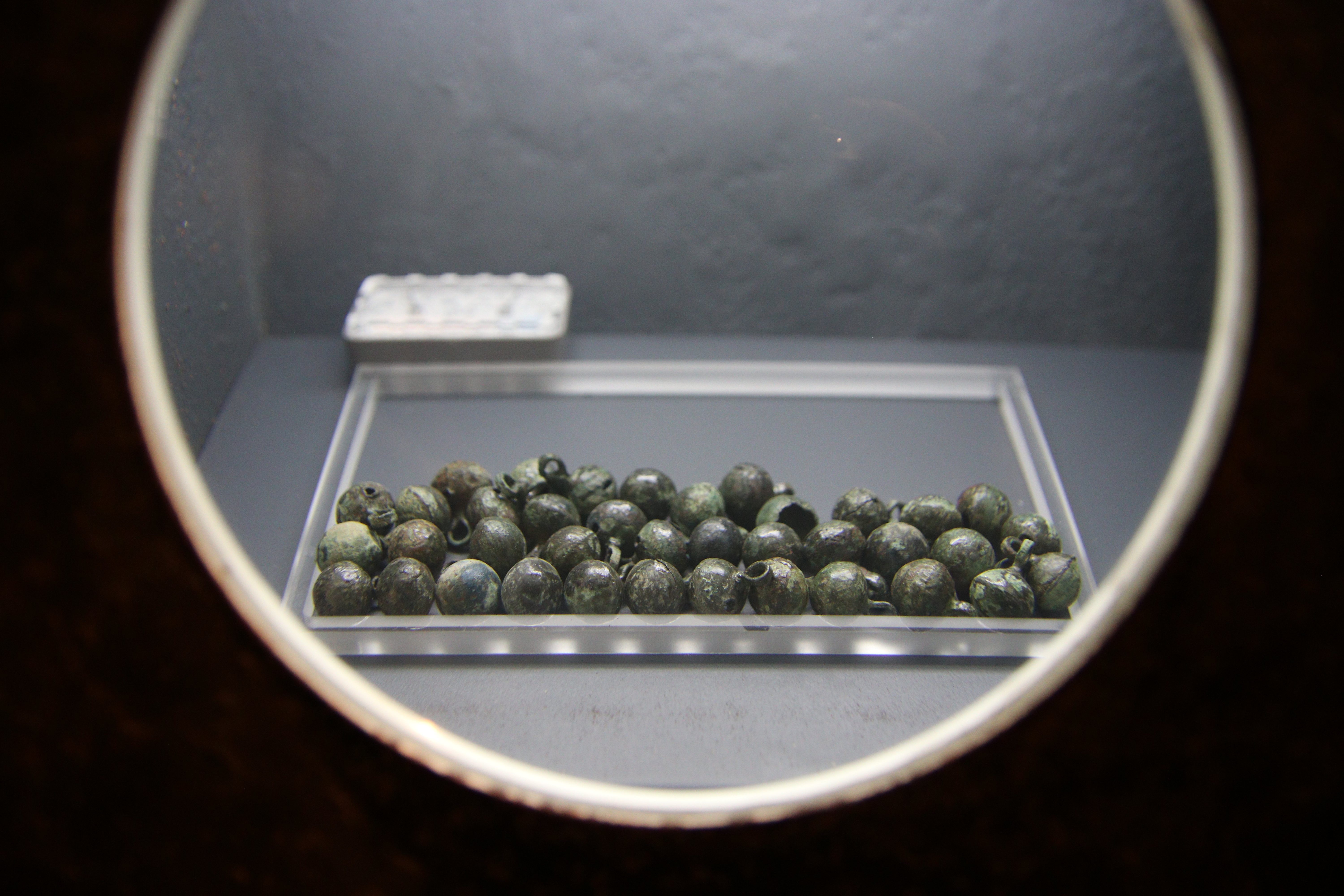
Reperti rinvenuti nella tomba 59
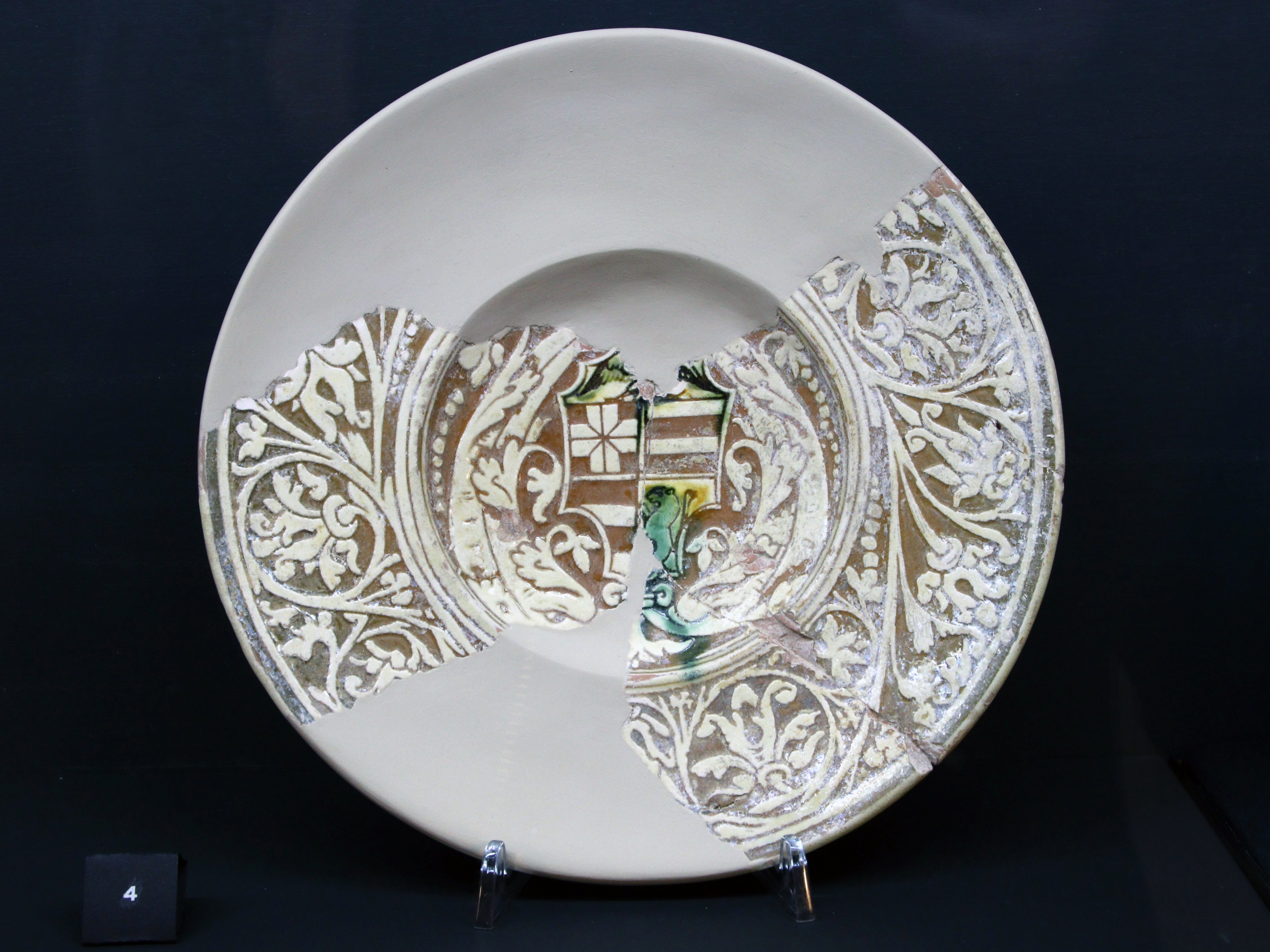
Piatto in ceramica graffita con stemma della famiglia Pio, di metà del XVI secolo
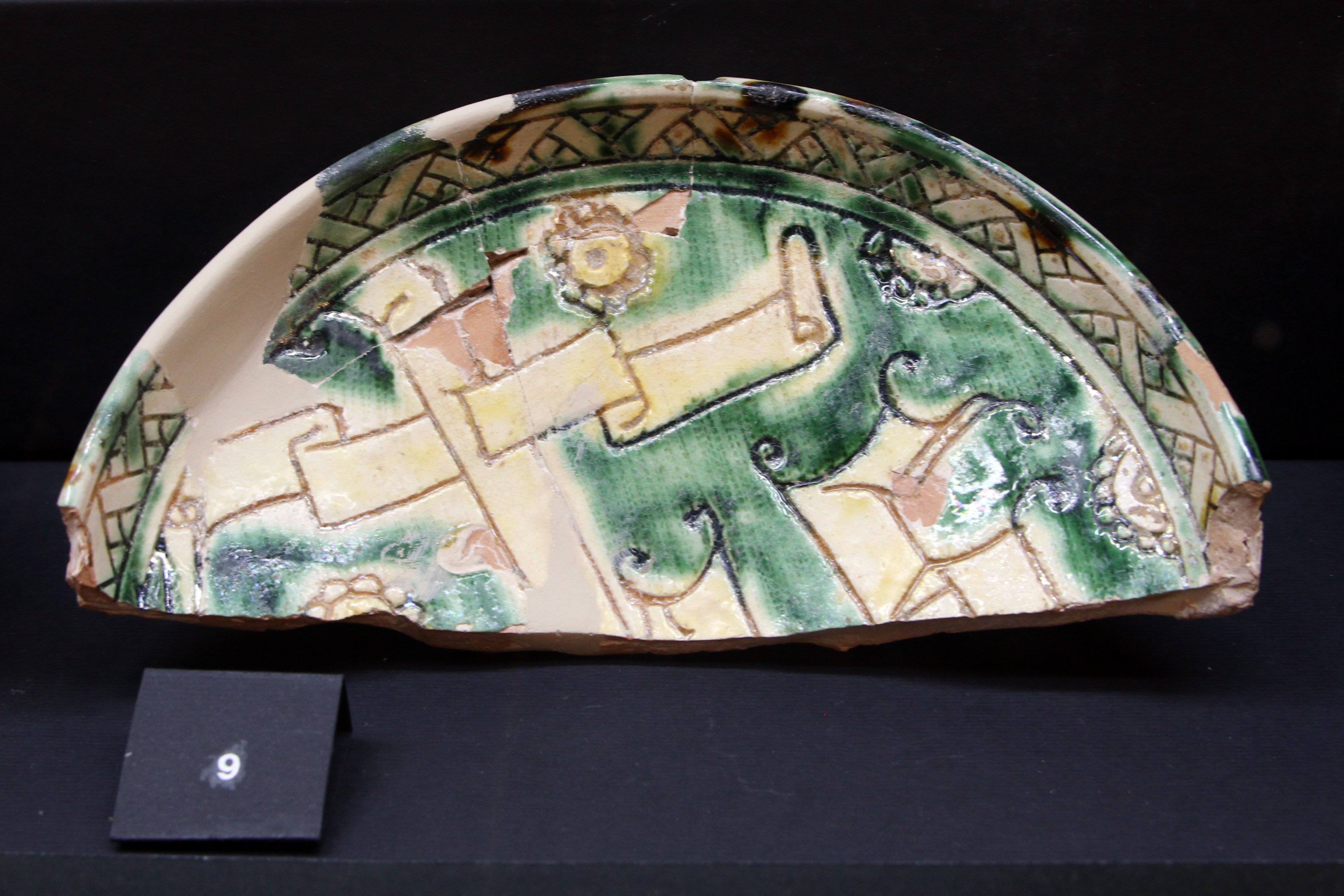
Frammento di piatto rinascimentale in ceramica graffita

## Castello Errante
Il Castello errante è uno spettacolo di videoarte, composto da una trilogia di installazioni di video-mapping architetturale, che trasformano le mura del Castello di Formigine con suoni e immagini tridimensionali, dove fiabe, racconti e leggende medievali e futiristiche prendono vita. Ideati da Delumen di Modena, i primi due atti della trilogia sono stati proiettati sulle mura esterne del castello nel giugno del 2016 e del 2017, mentre il terzo spettacolo nell'estate-autunno del 2018. A seguito delle perfomance di piazza è nata anche la "Stanza del Castello Errante", un luogo dedicato all'interno del Palazzo Marchionale, dove le tre installazioni artistiche possono essere fruite su una riproduzione in scala dell'esterno del castello.